# 飯梨村
飯梨村（いいなしむら）は、島根県能義郡にあった村。現在の安来市古川町、植田町、神庭町、岩舟町、飯梨町、西松井町、田頼町、広瀬町石原にあたる。

## 地理
- 河川：飯梨川[1]、広瀬川[2]、赤砂川[3]、田頼川[4]

## 歴史
- 1889年（明治22年）4月1日、町村制の施行により、能義郡石原村、古川村、植田村、神庭村、岩舟村、中島村、西松井村、田頼村が合併して村制施行し、飯梨村が発足[1][5]。
- 1948年（昭和23年）飯梨村農業協同組合設立[2]。
- 1954年（昭和29年）4月1日、能義郡安来町、荒島村、赤江村、島田村、大塚村と合併し、市制施行し安来市を新設して廃止された[1][5]。

## 産業
- 農業

## 名所・旧跡・観光地
- 鷺ノ湯温泉[6]